# Andre Gonska
Andre Gonska (* 4. Januar 1966 in Hamburg) ist ein deutscher Politiker (Partei Rechtsstaatlicher Offensive).

## Leben
Gonska absolvierte eine Ausbildung zum Bankkaufmann und studierte Rechtspflege in Berlin. Anschließend war er als Diplom-Rechtspfleger bei der Staatsanwaltschaft Hamburg tätig. Ab dem 1. November 2001 war er Persönlicher Referent des Senators für Umwelt und Gesundheit Peter Rehaag.
Gonska war von Oktober 2001 bis März 2004 Mitglied der Bürgerschaft der Freien und Hansestadt Hamburg. Als Landtagsabgeordneter war er Mitglied des Rechts- und des Verfassungsausschusses.
Gonska ist verheiratet. Nach seiner politischen Karriere war er in der Verwaltung tätig und dort Projektentwickler im Bürgerservice des Bezirksamts Hamburg-Mitte und Regionalbeauftragter des Bezirksamts für die Stadtteile Horn, Hamm, Borgfelde und Rothenburgsort. Seit Mitte 2016 ist er zudem auch Regionalbeauftragter für den Stadtteil Finkenwerder.